# حيويات
الحيويات (باللاتينية: Biota) أو أحياء منطقة أو كائنات المنطقة هي مجموع الكائنات الحية أو المتعضيات في منطقة جغرافية أو فترة زمنية معينة، من نطاقات جغرافية محلية ومقاييس زمنية حظية حتى تصل إلى كامل كوكب الأرض وكامل المجال الزماني المكاني. الحيويات أو المكونات الحية (بالإنجليزية: biotic component)‏ للأرض هي التي تشكل غلاف الأرض الحيوي.
النباتات والحيوانات والفطريات والطلائعيات والأوليات والعتائق وكل أشكال الحياة تسمى مجتمعةً الحيويات.